# Chiese
De Chiese is een rivier in Lombardije, Noord-Italië met een lengte van 160 kilometer.
De rivier ontspringt uit de gletsjer Vedretta di Fumo in het massief van de Adamello. De Chiese stroomt vervolgens door Val di Fumo waar het water wordt opgevangen door stuwdammen en het Lago di Bissina en Lago di Malga Boazzo ontstaan. Hierna vervolgt de rivier zijn weg via het Val di Daone en de Valli Giudicarie naar het Idromeer. Bij Idro verlaat de Chiese dit meer en stroomt door het Valle Sabbia richting de Oglio waar hij na een tocht van 160 kilometer in uitstroomt.

## Plaatsen aan de Chiese
- Idro
- Vestone
- Gavardo
- Montichiari
- Carpenedolo

- Gemeinsame Normdatei: 109511378X
- Library of Congress Control Number: sh2002003908
- Nationale Bibliotheek van Tsjechië: ge637647
- Nationale Bibliotheek van Israël: 987007537330105171
- Virtual International Authority File: 125144647637535833691